# Makowlany
Makowlany [makɔˈvlanɨ] est un village polonais de la gmina de Sidra dans le powiat de Sokółka et dans la voïvodie de Podlachie. Il se situe à environ 3 kilomètres au sud-ouest de Sidra, à 16 kilomètres au nord de Sokółka et à 50 kilomètres au nord de Białystok. 